# Sandra Beltrán
Sandra Liliana Beltrán Ojeda (Bucaramanga, 5 de junio de 1975) es una actriz y modelo colombiana, reconocida principalmente por su papel de Yésica Franco “La Diabla” en la serie Sin tetas no hay paraíso, producida por Caracol Televisión en el 2006.  

## Trayectoria
En sus inicios fue imagen de la famosa marca Johnson & Johnson, posteriormente empezó a adquirir papeles en telenovelas con una de las más recordadas siendo Pecados capitales, en la que interpretaba a una enfermera. En 2004 personificó a Antonia Mutti en La mujer en el espejo, donde compartía créditos con Paola Rey, Juan Alfonso Baptista, Natasha Klauss, Gabriela Vergara, Kristina Lilley y Javier Gómez. Pero seguramente la fama la adquirió gracias a su papel de la perversa Yésica o "La Diabla" en la famosa serie colombiana Sin tetas no hay paraíso en el año 2006, personaje que además tomó su apellido en las adaptaciones y secuelas de ésta.
Su papel de "Diabla" le dio mucha fama y le ha permitido sobresalir internacionalmente, posibilitándole participar en la telenovela de Telemundo, El clon.
Del 2012 al 2013 participó en la telenovela Corazón valiente como la villana secundaria interpretando a una narcotraficante, Yvonne Matamoros.
En 2015 participó en la serie El señor de los cielos producida por Telemundo, interpretando a Julia Rawlings.

## Filmografía

### Televisión
| Año       | Título                   | Personaje                         | Canal              |
| --------- | ------------------------ | --------------------------------- | ------------------ |
| 2022      | Macho                    | María Fernanda                    | Canal Capital      |
| 2022      | Rebelde                  | Sandra                            | Netflix            |
| 2019      | Alma de ángel            | Dra. Rangel                       | Las Estrellas      |
| 2018      | Por amar sin ley         | Julieta                           | Las Estrellas      |
| 2017-2018 | Papá a toda madre        | Prof. Adriana Hernández           | Las Estrellas      |
| 2017      | La fiscal de hierro      | Bárbara de Trujillo               | Azteca Trece       |
| 2016      | La viuda negra           | Martha                            | UniMas             |
| 2015      | El señor de los cielos   | Julia Rawlings                    | Telemundo          |
| 2012-2013 | Corazón valiente         | Ivonne Matamoros 'La Niña Bonita' | Telemundo          |
| 2010-2011 | El man es Germán         | Nayibe                            | Canal RCN          |
| 2010      | Mujeres al límite        |                                   | Caracol Televisión |
| 2010      | Reto de mujer            | Raquel                            | Canal RCN          |
| 2010      | El Clon                  | Alicia                            | Telemundo          |
| 2009      | El penúltimo beso        | Gloria                            | Canal RCN          |
| 2007-2008 | La marca del deseo       | Linda Pardo                       | Canal RCN          |
| 2007      | Mujeres asesinas         | Sandra, La Tramitadora            | Canal RCN          |
| 2006      | Sin tetas no hay paraíso | Yésica Franco "La Diabla"         | Caracol Televisión |
| 2005-2007 | Decisiones               | Varios personajes                 | Telemundo          |
| 2004-2005 | La mujer en el espejo    | Antonia Mutti                     | Telemundo          |
| 2002-2004 | Pecados capitales        | Enfermera Eloísa                  | Caracol Televisión |
| 2000-2001 | Rauzán                   | María                             | Caracol Televisión |
| 2000-2001 | Adónde va Soledad        | Jenny                             | Canal RCN          |
| 2000-2001 | Se armó la gorda         | Marisa / Ana María Mallarino      | Caracol Televisión |
| 1999      | Francisco el matemático  | Lina                              | Canal RCN          |
| 1995-1996 | Padres e hijos           | Lina                              | Caracol Televisión |

## Premios y nominaciones

### Premios India Catalina
| Año  | Categoría               | Telenovela o serie       | Resultado |
| ---- | ----------------------- | ------------------------ | --------- |
| 2007 | Mejor actriz de reparto | Sin tetas no hay paraíso | Nominada  |

### Premios TVyNovelas
| Año  | Categoría               | Telenovela o serie       | Resultado |
| ---- | ----------------------- | ------------------------ | --------- |
| 2007 | Mejor actriz antagónica | Sin tetas no hay paraíso | Nominada  |